# Magí Sunyer i Molné
Magí Sunyer i Molné (Reus, 14 de gener de 1958) és un escriptor i professor de literatura catalana a la Universitat Rovira i Virgili de Tarragona. Doctorat en Filologia Catalana per la Universitat de Barcelona.

## Biografia
Ha estudiat l'obra d'escriptors dels segles xix i xx i la mitologia i la simbologia nacionals en la literatura, en obres literàries com La ciutat nova, literatura sobre llibertat, igualtat i catalanisme (Onada Edicions, Benicarló 2009), Els marginats socials en la literatura del Grup Modernista de Reus, Modernistes i contemporanis i Els mites nacionals catalans i una bona quantitat d'articles. És autor d'un llibre de contes, tres novel·les (una de les quals, Jim, va obtenir el Premi Roc Boronat 2009), una obra de teatre i alguns llibres de poesia.

## Obra

### Poesia
1. Càntir de llum i de febre. Tarragona: Quaderns Foc Nou, 9, 1978.
2. Ginette [Il·lustracions de Joan Rom]. Tarragona: La Gent del Llamp, 1, 1982.
3. Blau. Passió de tango [Il·lustracions d'Anton Roca], dins Zenit/1. Tarragona: La Gent del Llamp, 7, 1985.
4. L'error bellíssim [Il·lustracions de Pere Español Bosch]. Tarragona: La Gent del Llamp, 17, 1993.
5. Mar neta. Tarragona: La Gent del Llamp, 27, 1996.
6. L'Aüieté. Cançons per a criatures petites [amb dibuixos de Pere Español]. 1996.
7. Arcàdia [amb fotografies de Ramon Cornadó]. Tarragona: Arola, 1998.
8. I després, el silenci. Tarragona: Arola, 2000.
9. Conté un secret. Tarragona: Arola, 2003.
10. Els ulls del centaure.Tarragona: La Gent del Llamp, 2008.
11. Sirventès. Tarragona: Cossetània, 2009.
12. Vacances. Tarragona. Cossetània, 2014.

### Novel·la
1. A joc de daus. Barcelona: Columna, 1993.
2. Cactus. Barcelona: Columna, 1995.
3. Jim. Barcelona: Proa, 2010.

### Prosa
1. L'ésser fosc, dins Antoni Torell, Punt seguit. Tarragona: La Gent del Llamp, 1991.
2. Les valls del Glorieta i del Brugent, dins A vol d'ocell. Valls: El Pati, 1999.

### Narrativa breu
1. La serp. Barcelona: Selecta, 1990.
2. Andròmaca i el centaure. Tarragona: Lo Diable Gros, 2014

### Teatre
1. Cançons de vici a la Cort o variacions sobre un tema de la reina ha relliscat. 1995.
2. Lucrècia. Tarragona: Arola, Textos a Part, 30, 2005.
3. Acte gratuït, dins El mort. 15 monòlegs. Tarragona: Arola, Textos del Centre d'Arts Escèniques de Reus, 2008.

### Crítica literària o assaig
1. Els marginats socials en la literatura del Grup Modernista de Reus. Reus-Tarragona: Associació d'Estudis Reusencs, i Col·legi d'Aparelladors i Arquitectes Tècnics de Tarragona, 1984.
2. La literatura, història general de Reus, V. Reus: Ajuntament de Reus, 2003.
3. Modernistes i contemporanis. Estudis de literatura. Reus: Edicions del Centre de Lectura, 2004.
4. Els mites nacionals catalans. Vic: Eumo, 2006.
5. La ciutat nova : literatura sobre llibertat, igualtat i catalanisme. Benicarló: Onada, 2009.
6. Els mites de la república. Arguments per al futur. Vic: Eumo, 2022.